# 越南小姐

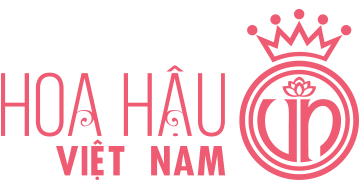

越南小姐（越南语：／）是越南的一项选美活动，于1988年开始发起。这项选美活动由《前锋报》主办。

## 历史
越南小姐是第一个在越南统一之后举办的全国性选美活动，最初被称为“前锋报小姐”，创始于1988年，每二年举办一次。第一位越南小姐是裴碧芳。
自2002年起，更名为“越南小姐”。此后，越南小姐得主会代表越南参加世界小姐的选美活动。

## 历届越南小姐
- 1988年：裴碧芳（Bùi Bích Phương），来自河内
- 1990年：阮妙花（Nguyễn Diệu Hoa），来自河内
- 1992年：何娇英（Hà Kiều Anh），来自河内/承天顺化省
- 1994年：阮秋水（英语：Nguyễn Thu Thủy (Miss Vietnam)）（Nguyễn Thu Thủy），来自河内
- 1996年：阮天鹅（Nguyễn Thiên Nga），来自胡志明市
- 1998年：阮氏玉慶（Nguyễn Thị Ngọc Khánh），来自胡志明市
- 2000年：潘秋银（Phan Thu Ngân），来自同奈省
- 2002年：范氏梅芳（Phạm Thị Mai Phương），来自海防市
- 2004年：阮氏玄（Nguyễn Thị Huyền），来自海防市
- 2006年：梅芳翠（Mai Phương Thúy），来自河内市
- 2008年：陈氏垂容（Trần Thị Thùy Dung），来自岘港市
- 2010年：邓氏玉欣（Đặng Thị Ngọc Hân），来自河内市
- 2012年：邓秋草（Đặng Thu Thảo），来自薄寮省
- 2014年：阮高奇緣（英语：Nguyễn Cao Kỳ Duyên (model)）（Nguyễn Cao Kỳ Duyên），来自南定省[1]
- 2016年：杜美玲（Đỗ Mỹ Linh），来自河内市[2]
- 2018年：陳小薇（Trần Tiểu Vy），來自廣南省
- 2020年：杜氏霞（Đỗ Thị Hà），來自清化省[3]
- 2022年：黃氏清水（Huỳnh Thị Thanh Thủy），来自峴港市
- 2024年：何竹玲（Hà Trúc Linh），來自富安省[4]